# Волков Євген Максимович
Євген Максимович Волков (1920—1945) — гвардії старший лейтенант Робітничо-селянської Червоної армії, учасник Другої світової війни, Герой Радянського Союзу (1945).

## Біографія
Євген Волков народився в 1920 році в селі Колісники (нині — у Гагарінському районі Смоленської області) в селянській родині. Закінчив неповну середню школу, потім Московський залізничний технікум за спеціальністю «машиніст паровоза». У 1940 році призваний на службу в Робітничо-селянську Червону армію. Закінчив Орловське бронетанкове училище, після чого служив у запасному навчальному танковому полку. З травня 1943 року — на фронтах Другої світової війни. Брав участь у боях на Центральному, 1-му та 2-го Українських, 1-му Білоруському фронтах. Брав участь у битві на Курській дузі, Чернігівсько-Прип'ятській, Корсунь-Шевченківській, Умансько-Ботошанській, Люблін-Брестській, Варшавсько-Познанській операціях. Пройшов шлях від командира танкового взводу до заступника командира 1-го танкового батальйону 47-ї гвардійської танкової бригади, 9-го гвардійського танкового корпусу, 2-ї гвардійської танкової армії1-го Білоруського фронту. Відзначився під час визволення Польщі.
15 січня 1945 року Волков на чолі передового загону радянських військ увірвався на південно-східну околицю міста Груєць, зав'язав бій на міських вулицях, особисто знищивши 2 бронемашини. До вечора підійшли підкріплення повністю очистили місто. 16 січня загін Волкова з боєм пройшов через все місто Мщонув, посіявши паніку в рядах ворога, який був змушений відійти. 17 січня загін Волкова прорвався до північно-західної околиці міста Жирардув. У бою Волков особисто знищив 2 танки і 2 штурмових гармати, але й сам отримав смертельне поранення, від якого помер на місці бою. Похований в Жирардуві.

## Нагороди
Указом Президії Верховної Ради СРСР від 27 лютого 1945 року за мужність, відвагу і героїзм, проявлені в боротьбі з німецькими загарбниками гвардії старший лейтенант Євген Волков посмертно був удостоєний високого звання Героя Радянського Союзу. Також був нагороджений орденами Леніна, Вітчизняної війни 1-ї і 2-го ступенів.

## Пам'ять
- В честь Волкова названа вулиця Гагаріна.
- У селі Покров Гагарінського району встановлена стела в пам'ять про героя[1].